# Tropidolaemus
Tropidolaemus là một chi rắn có độc thuộc họ Rắn lục được tìm thấy ở miền nam Ấn Độ và Đông Nam Á. Hiện tại, 5 loài được công nhận và không có phân loài.

## Mô tả

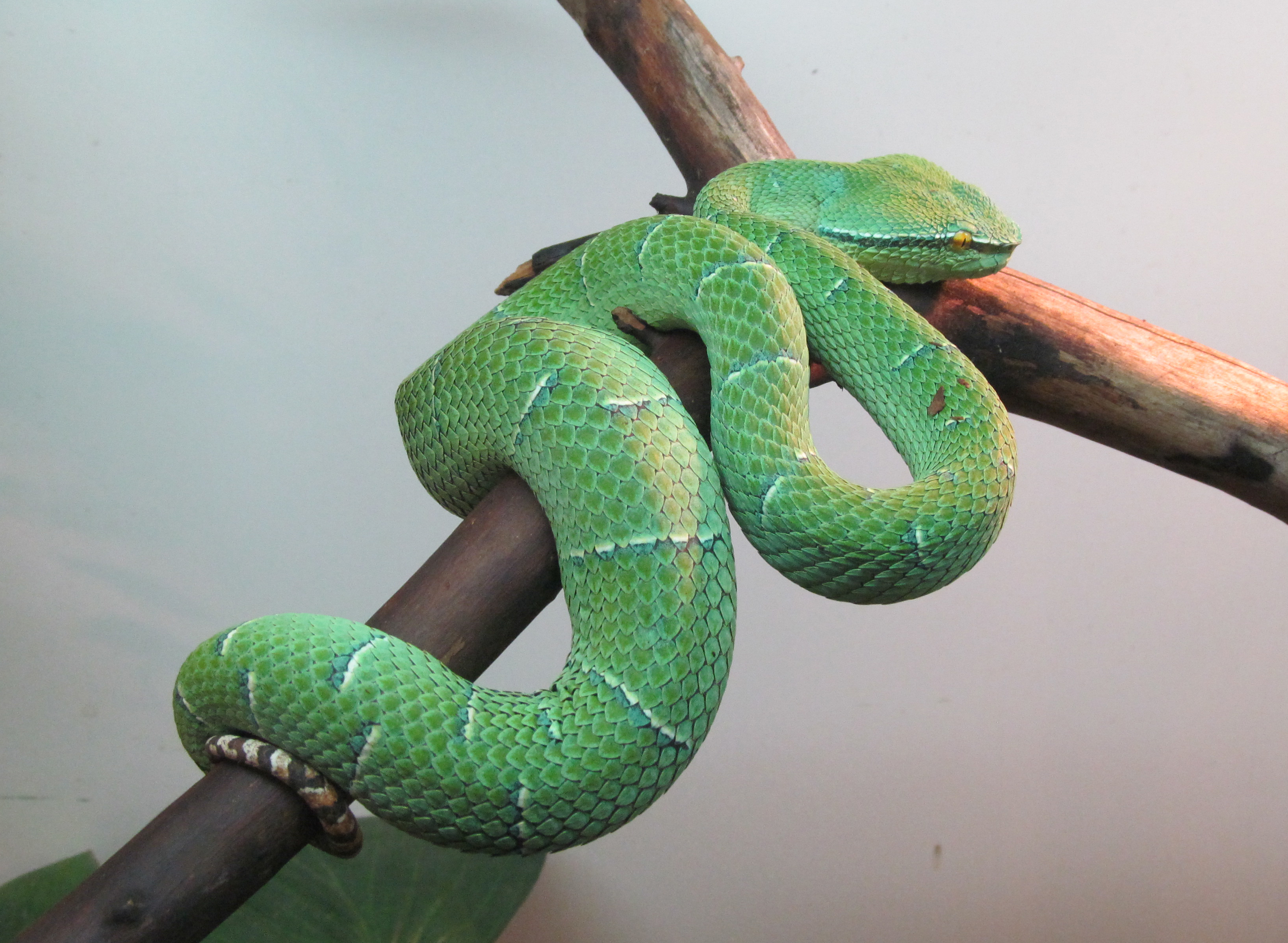
Tropidolaemus subannulatus

Tropidolaemus lưỡng hình giới tính. Con cái có thể đạt tổng chiều dài lên đến 1 mét, nhưng con đực thường chỉ khoảng 75 cm. Chúng có đầu hình tam giác, rộng rõ rệt và thân hình tương đối mảnh.
Chúng được có nhiều màu sắc và hoa văn. Một số nguồn thậm chí còn phân loại các kiểu màu sắc khác nhau thành phân loài.

## Phạm vi
Tropidolaemus bản địa Nam Ấn Độ và Đông Nam Á.

## Hành vi
Những loài này chủ yếu là sống trên cây, và là những người loài leo xuất sắc. Phần lớn thời gian của chúng gần như bất động để chờ con mồi đi qua. Chúng có thể săn mồi ban này hoặc ban đêm, với thời gian hoạt động của chúng tùy thuộc vào nhiệt độ.

## Chế độ ăn
Chế độ ăn bao gồm động vật có vú nhỏ, chim, thằn lằn và ếch.

## Sinh sản
Một lứa trung bình bao gồm từ mười hai đến mười lăm con non, với con non có tổng chiều dài từ 12–15 cm.

## Loài
| Hình | Species                                          | Tên tiếng Anh                     | Phạm vi phân bố |
| ---- | ------------------------------------------------ | --------------------------------- | --- |
|      | T. huttoni (M.A. Smith, 1949)                    | Hutton's pit viper                | Núi cao Wavy ở huyện Madurai miền Nam Ấn Độ. |
|      | T. laticinctus (Kuch, Gumprecht, & Melaun, 2007) | Broad-banded temple pit viper     | Indonesia trên đảo Sulawesi. |
|      | T. philippensis (Gray, 1842)                     | South Philippine temple pit viper | The Philippines (Tây Mindanao). |
|      | T. subannulatus (Gray, 1842)                     | Bornean keeled green pit viper    | Brunei, Indonesia, Malaysia, và Philippines |
|      | T. wagleriT (F. Boie, 1827)                      | Wagler's pit viper                | Nam Thái Lan và Tây Malaysia. Ở Indonesia trên Sumatra và các đảo lân cận của quần đảo Riau, Bangka, Billiton, Nias, quần đảo Mentawai (Siberut), Natuna, Karimata, Borneo (Sabah, Sarawak, Kalimantan), Sulawesi và Buton. |

T Loài điển hình.

## Liên kết  ngoài
- Tropidolaemus tại Reptarium.cz Reptile Database. Tra cứu 12 December 2007.